# Ardonea coracina
Ardonea coracina là một loài bướm đêm thuộc phân họ Arctiinae, họ Erebidae.